# Musiques Nouvelles
Musiques Nouvelles (vorher: Ensemble Musique Nouvelle) ist ein belgisches Ensemble, das sich der Musik der Avantgarde widmet.

## Geschichte
Initiator des „Ensemble Musique Nouvelle“ war der Komponist und Dirigent Pierre Bartholomée, der im Dezember 1962 eine Reihe ausführender Musiker um sich scharte. Dazu gehörten Bartholomées Ehefrau Francette (Harfe), Sigiswald Kuijken und Janine Rubinlicht (Violine), Marleen Kuijken-Thiers (Bratsche), Charles Mc Guire (Flöte), Robert Kohnen (Klavier), Wieland Kuijken (Cello) und der Komponist und Pianist Henri Pousseur. Nach monatelangen Vorbereitungen wurde als erstes das Werk „Respons“ von Pousseur aufgeführt, auf dem Programm stand ebenfalls die zweite Sonate des damals noch weithin unbekannten französischen Komponisten Pierre Boulez. 
Im Laufe der Zeit konnte das Ensemble Musiker wie den Komponisten und Pianisten Philippe Boesmans, den Geiger und Dirigenten Georges Octors, der ab 1976 das Ensemble leitete, den Querflötisten Berten D’Hollander, den Dirigenten und Klarinettisten Walter Boeykens, den Dirigenten Patrick Davin, den Komponisten und Organisten Bernard Foccroulle und weitere belgische Musiker von internationalem Rang an sich binden. Aufgeführt wurden Kompositionen der Mitglieder des Ensembles, aber es standen auch Werke von Berio, Cage, Scelsi, Schnittke, Stockhausen, Radulescu, Takemitsu, Xenakis auf dem Programm, die teils als Welturaufführungen vorgebracht wurden.
Ein kleinerer Ableger der Formation, war das Alarius Ensemble, welches sich von 1967 bis 1972 vermehrt der historischen Aufführungspraxis zuwandte und in diesem Bereich eine Pionierstellung einnahm.

## Aktuell
Nachdem das Ensemble lange entweder von Brüssel oder Lüttich aus agierte, hat es seit 1998 seinen festen Sitz im grenzüberschreitenden Kulturzentrum „LE MANÈGE“ in Mons. Die Leitung übernahm der Cellist und Komponist Jean-Paul Dessy. Außerdem erfolgte die Umbenennung von „Musique Nouvelle“ in „Musiques Nouvelles“, um das erweiterte internationale Spektrum des Repertoires und eine gewisse Erneuerung des Ensembles zu verdeutlichen. 2009 erarbeitet „Musiques Nouvelles“ ein Programm des russischen Komponisten Victor Kissine.

## Diskografie
- Alexander Rabinovitch-Barakovsky, Tantric Coupling; Megadisc, 2006
- DJ Olive/Jean-Paul Dessy, Scories; Sub Rosa, 2005
- Philippe Libois, Send and Return; Mogno Music, 2005
- Art Zoyd Studio & Ensemble Musiques Nouvelles, Expériences de vol 4, 5, 6,; In-possible Records, 2005
- Jean-Paul Dessy, The Present’s Presents; Le Chant du Monde/Harmonia Mundi, 2005
- Various Composers, Miniatures; Sub Rosa, 2004
- Alexander Knaifel, Agnus Dei; Megadisc, 2004
- Henri Pousseur, Couleurs croisées, la seconde apothéose de Rrameau; Cyprès, 2004
- Scanner/Dessy, Play Along; Sub Rosa, 2004
- Victor Kissine, Chamber Music; Soyuz, 2003
- Jean-Marie Rens, Vibrations; Cyprès, 2003
- Rioji Ikeda, Op.; Touch, 2002
- Art Zoyd Studio & Ensemble Musiques Nouvelles, Expériences de vol 1, 2 ,3; Sub Rosa, 2002
- David Shea, Classical Works II; Tzadik, 2002
- Michael Levinas, Musique de Chambre; Universal, 2000
- Philippe Boesmans, Summer Dreams/Ornemented Zone/Love and dance tunes; Ricercar, 1998